# Tigriornis leucolopha
Tigriornis leucolopha là một loài chim trong họ Diệc.